# Alatheus
Alatheus (? - 387) was een Ostrogotische hoofdeling (hertog) en oorlogsleider. Hij is vooral bekend vanwege zijn heroïeke deelname in de veldslag bij Adrianopel in 378.

## Geschiedenis
Ten tijde van koning Ermanerik en diens opvolger Withimer bevocht Alatheus de Hunnen toen deze het Ostrogotische rijk binnenvielen. Na de nederlaag tegen de Hunnen in 376 leidde hij samen met Safrax een deel van de Ostrogoten het Romeinse Rijk binnen. Volgens Jordanes namen de twee ervaren legerleiders, het regentschap op zich voor zijn nog minderjarige zoon Videricius.
Al spoedig sloten de Ostrogoten zich aan bij hun stamverwanten de Visigoten die geleid werden door Fritigern en Alavivus. Gezamenlijk trokken zij tegen de Romeinen ten strijde. Zij geraakten slaags in de slag bij Salices, aan de Beneden-Donau in 377, die onbeslist eindigde. Na deze veldslag ontweek Alatheus zo veel mogelijk het Romeinse leger en trok brandstichtend en rovend door Thracië en Moesia. Toen Fritigern en de Visigoten aangevallen werden door keizer Valens bij Adrianopel schoten Alatheus en Safrax deze te hulp. Deze veldslag tegen de Romeinen werd mede dankzij de inzet van de Ostrogoten van Alatheus gewonnen.
Na deze overwinning begon Alatheus weer met zijn rooftochten in Thracië en het noorden van Griekenland. Uiteindelijk werd hij verslagen door keizer Theodosius I, die hem dwong zich ten noorden van de Donau te vestigen. In 387 keerde Alatheus terug op Romeins grondgebied, maar werd verslagen en gedood in een veldslag tegen de Romeinen onder generaal Promotus.